# Inger Wolf
Inger Wolf (født 1971 i Herning) er en dansk forfatter og oversætter.
Inger Wolf har en bachelorgrad i engelsk fra Handelshøjskolen i Aarhus, har arbejdet som oversætter på freelance basis og er desuden forfatter til 16 bøger. Hun debuterede som forfatter i 2000 med romanen Sidespring. Sit gennembrud fik hun med kriminalromanen Sort sensommer (2006), for hvilken hun modtog Det Danske Kriminalakademis diplom for bedste debut. Bogen blev den første i en serie på syv bøger med vicekriminalkommissær Daniel Trokic og IT-specialisten Lisa Kornelius i hovedrollerne. Hun har siden skrevet krimi i serie om psykiateren Christian Falk, brandefterforskeren Klara Larsen, podcasteren Agnes Vrangler og politiassistent Nelly Birkebæk. Hendes bøger er blevet solgt til udgivelse i Holland, Norge, Frankrig, Sverige, Spanien, Tyskland, Rusland, Finland og Island.